# EudraVigilance
EudraVigilance (European Union Drug Regulating Authorities Pharmacovigilance) est le réseau européen de traitement des données et le système de gestion pour la notification et l'évaluation des effets indésirables suspectés de médicaments qui ont été autorisés ou en cours d'étude dans des essais cliniques dans l'Espace économique européen (EEE). L'Agence européenne des médicaments (EMA) exploite le système au nom du réseau de réglementation des médicaments de l'Union européenne (UE).
Le système européen EudraVigilance traite :
- Échange électronique de rapports de sécurité individuels (ICSR, sur la base des spécifications ICH E2B) :
- Module d'essais cliniques EudraVigilance (EVCTM) pour signaler les effets indésirables graves inattendus suspectés (SUSAR).
- Module de post-autorisation EudraVigilance (EVPM) pour les ICSR post-autorisation.
- Détection précoce des signaux d'innocuité possibles des médicaments commercialisés à usage humain.
- Surveillance et évaluation continues des problèmes de sécurité potentiels liés aux effets indésirables signalés.
- Processus de prise de décision, basé sur une connaissance plus large du profil des effets indésirables des médicaments.

L'EMA publie les données d'EudraVigilance dans la base de données européenne pour les rapports sur les effets indésirables suspectés des médicaments.
La politique d'accès à EudraVigilance régit le niveau d'accès des différents groupes de parties prenantes aux rapports sur les effets indésirables des médicaments.